# الطيبة الجنوبية
الطيبة منطقة سكنية تقع في لواء البتراء، محافظة معان في الأردن. تنتمي المنطقة لقضاء البتراء الذي يضم 12 منطقة. يقدر عدد سكانها بـ 5747 نسمة حسب إحصاء 2015.

## الموقع
تقع الطيبة جنوب الأردن على السفوح الغربية لمرتفعات الشراة، وترتفع عن سطح البحر ما بين 1350 متر إلى 1727 متر حيث قمة جبل مبرك والتي تعتبر أعلى قمة في المملكة مأهولة بالسكان. وتشهد الطيبة شتاء قارصا حيث كثيرا ما تنخفض درجات الحرارة إلى ما دون الصفر إلا أن كميات الأمطار فيها تعتبر متدنية نوعا ما لأسباب عديدة حيث يبلغ المعدل السنوي ما بين 250 – 300 ملم. تمتاز الطيبة بصيفها اللطيف. وتبعد عن العاصمة عمان 250 كم تقريبا.

## وصلات خارجية
- دائرة الاحصاءات العامة